# Joílson de Jesus Cardoso
Joílson de Jesus Cardoso, mais conhecido simplesmente como Joílson (Osasco, 25 de maio de 1991), é um futebolista brasileiro que atua como zagueiro. Atualmente joga pela Ponte Preta, emprestado pelo Água Santa.

## Carreira
Joílson chegou nas categorias de base do Criciúma em 2010. Começou a treinar nos profissionais em 2011, mas só estreou em 2012, atuando em 2 partidas do Campeonato Catarinense, contra o Figueirense e contra o Brusque. Não teve muitas oportunidades durante o Campeonato Brasileiro da Série B e uma lesão o deixou afastado dos gramados por 30 dias. Em 27 de setembro de 2012, foi anunciado como novo reforço do Camboriú para a disputa da Copa Santa Catarina, Joílson foi emprestado pelo Criciúma até o fim do ano. Voltou para o Criciúma em 2013. Em 2013, foi emprestado ao CRAC para disputar o Campeonato Goiano, retornando para o Criciúma para o restante da temporada 2013.

## Títulos
Chapecoense
- Campeonato Catarinense: 2020
- Campeonato Brasileiro - Série B: 2020